# SN 2006sy
SN 2006sy – supernowa typu Ia odkryta 16 listopada 2006 roku w galaktyce A022105+0049. W momencie odkrycia miała maksymalną jasność 22,60m.